# Izsákfa
Izsákfa a Vas vármegyei Celldömölkhöz 1978 óta tartozó, egykor önálló község, amely ma is soros építésű, szalagtelkes falu képét mutatja. 2001-ben 361 lakosa volt.

## Fekvése
Celldömölk központi fekvésű városrészeitől délre fekszik. A szomszédos települések: kelet felől Egeralja és Csögle, dél felől Nemeskocs, délnyugat felől Köcsk, nyugat felől pedig Kemeneskápolna.

### Megközelítése
Legkönnyebben Celldömölk felől közelíthető meg, a Jánosházától idáig húzódó 8429-es úton. Nemeskocstól a 8459-es út vezet a település felé, Kemeneskápolna irányából pedig egy önkormányzati úton érhető el, amely Bokodpusztánál ágazik ki a 8433-as útból.
A legközelebbi vasúti csatlakozási lehetőség a Székesfehérvár–Szombathely-vasútvonal és a Boba–Bajánsenye-vasútvonal közös szakaszának Celldömölk vasútállomása, mintegy 6 kilométerre északra.

## Története
Az izsákfai Guta dűlőben bronzkori leleteket, a Dercóna dűlőben római kori villa falait találták meg.
A ma már csak pusztaként emlegetett Bokod község határában a 14 – 15. században alakult ki Izsákfa falu, nevét talán a korabeli birtokos tulajdonosról kapta. 1435-ben említették először, Isakfalua néven, egy 1516-os 'feljegyzésben Isaakfalwa al nom Kys Bokod néven szerepelt. 1873-ig Izsákfalva, ekkortól a rövidebb Izsákfa nevet használták hivatalosan.
A török hódítás idején a falu elpusztult, de 1606-ban már azt jegyezték fel, hogy Bocskai István hajdúit kvártélyozták itt el.
A falu déli részén állt valamikor, a Kódó-patak felett Márky János zalai alispán kastélya, amelyet 1542-ben említettek először. Később Nádasdy Tamás lett. 1607-ben Kerecsényi Bálint egerszegi vajda, Hees Pál lenti várkapitány és végvári katonák kifosztották. II. Mátyás külön törvénycikket fogalmaztatott erről a pusztításról és megtorlási jogot adott Nádasdynak.

## Nevezetességei
- Nepomuki Szent Jánosnak szentelt katolikus templom (épült 1798 és 1803 között).
- Somogyi-kúria: 1720-ban épült egyszintes épület, amelyet az építtető Somogyi Ferenc fia később klasszicista stílusban átalakíttatott. Ma óvoda és könyvtár.

## Híres izsákfaiak
- Izsákfai birtokos volt Somogyi János gróf (meghalt 1809-ben), Zala vármegye főispánja, I. Ferenc császár udvari tanácsosa, alkancellár.
- Izsákfán született a híres bakonyi betyár, Savanyú Jóska.